# Мория
Мо́рия (синд. Moria, «чёрная бездна»; на языке гномов — Кхазад-дум (Khazad-dûm); другие названия — Дварроуделф, Хадодронд и Фурунаргиан) — в легендариуме Дж. Р. Р. Толкина огромный подземный город-государство в Мглистых горах Средиземья. Её обширная сеть туннелей включала глубокие шахты и огромные залы, соединённые переходами. В течение многих тысяч лет обитателями Мории являлись гномы-наугрим из рода Дурина (англ. Durin).

## Этимология названия
По замыслу Толкина, первоначально Кхазад-дум — город и одновременно центр гномьей промышленности — именовался также Хадодронд (на синдарине), Касаррондо (на нолдорине) и Фурунаргиан на вестроне (всеобщем языке). Все эти названия передавали один и тот же смысл — «копи гномов» (англ. Dwarrowdelf).
Слово Мориа в переводе с синдарина означает «чёрная бездна» или «чёрная яма» (от синдарского mor — «чёрный» и iâ — «провал, бездна, яма». Когда Толкину был задан вопрос о связи имени Мория с библейской горой Мориа, где Авраам должен был принести в жертву своего сына Исаака, он заявил, что не размышлял в таком контексте. Он объяснил, что на синдарине Мория означает «Черная пропасть», и корень Мор встречается в таких словах, как Мордор, Моргот и Моргул.

## Географическое положение

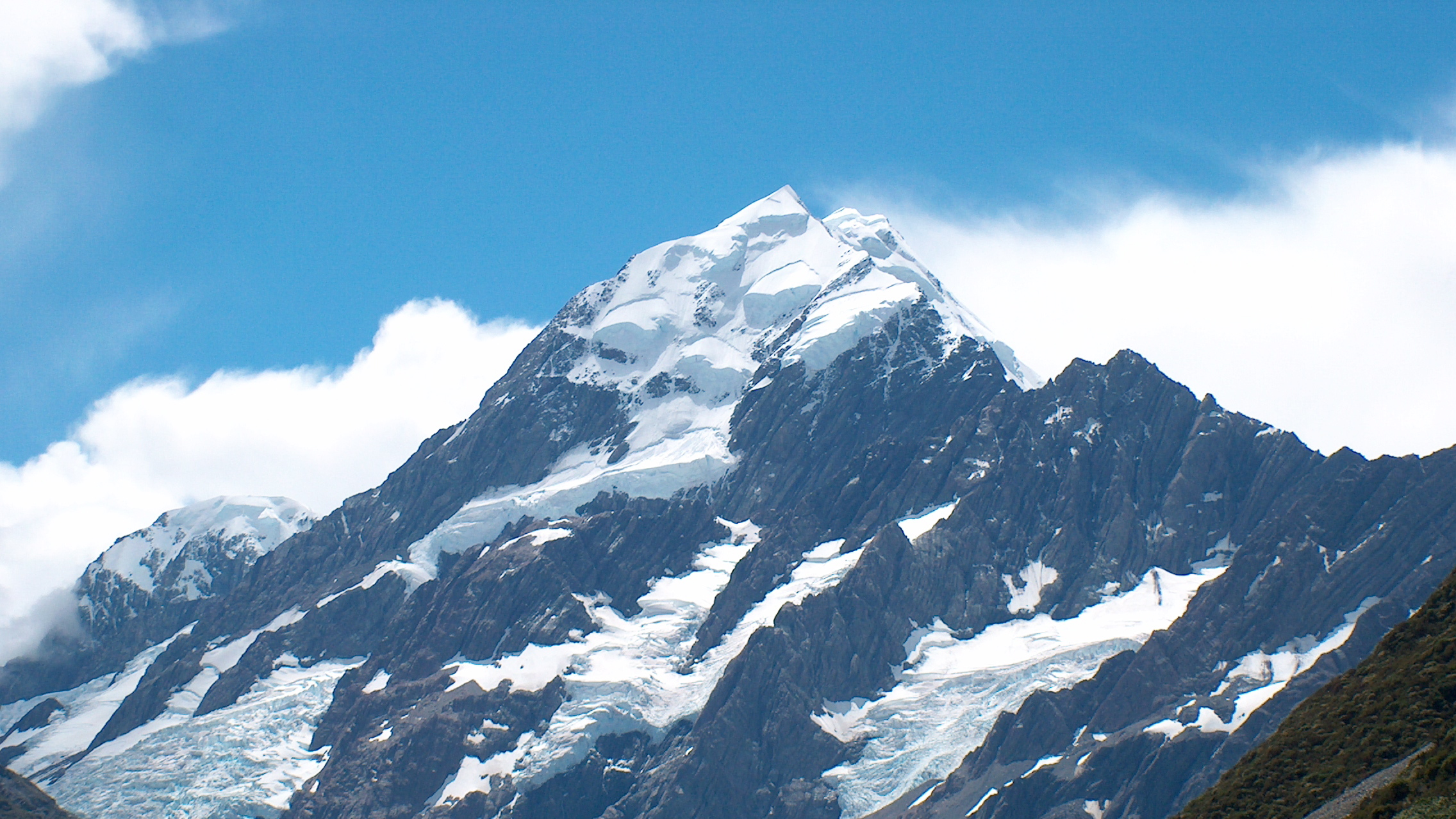
Кинематографическое воплощение Карадраса, под которым располагалось гномье государство Кхазад-дум (Мория) в кинотрилогии Питера Джексона «Властелин Колец» — гора Кука (Новая Зеландия)

Большая часть залов, переходов и шахт Мории географически располагалась примерно в центре Мглистых гор, под системой из трёх горных вершин — Баразинбара (синд. Карадрас), Зирак-зигиля (синд. Келебдиль) и Бундушатхура (синд. Фануидол), через которые пролегал перевал, известный как Багровые ворота.
У подножия Карадраса находились Западные Врата Кхазад-дума, выполненные гномами и зачарованные мастерами из эльфов-нолдор Гвайт-и-Мирдайн, которые во Вторую эпоху основали своё королевство в Эрегионе. С другой стороны горного хребта открывались Восточные Врата, выходившие в долину Нандухирион (или Азанулбизар на языке гномов).

Герб Дурина I: молот, наковальня и корона, увенчанные семью звёздами созвездия Валакирка (Серп Валар).

## История основания
Этот город-государство был основан Дурином I Бессмертным ещё в бессолнечные Годы Древ Первой эпохи, или Древних Дней, за несколько тысяч лет до первого восхода Солнца и пробуждения людей. Изначально Дурин I жил под горой Гундабад на севере Мглистых гор. Путешествуя на юг, он достиг высокогорного озера, где увидел отражение звёзд в воде в виде короны, сверкающей над его головой. Приняв это как благоприятное знамение, Дурин впоследствии сделал это место своим новым домом. Он назвал это озеро Зеркальным или Кхелед-зарам, и оно оставалось почитаемым местом среди гномов — обитателей города, который он назвал Кхазад-дум, ставший известным позже как Мория.
В Кхазад-думе Дурин основал клан Длиннобородых — самый древний из семи кланов гномов, став королём Кхазад-дума. Впоследствии шестерым из его потомков и наследников давали его имя, поскольку они были очень похожи на своего праотца. Их считали перевоплощениями Дурина Бессмертного.
В начале Второй эпохи в Кхазад-дум переселилось множество гномов из разрушенных в ходе Войны гнева западных гномьих городов Ногрода и Белегоста, располагавшихся в западной части горного хребта Эред Луин. Гномы Кхазад-дума тогда торговали, чтобы поддерживать дружбу с царством эльфов-нолдор Эрегионом, но эта дружба прекратилась после создания Сауроном Единого кольца и разрушения эльфийского королевства. Врата Кхазад-дума были надолго закрыты, и Саурон так и не смог войти в это место.

## Падение Кхазад-дума
Главное богатство Мории состояло не в железе, серебре или золоте, а в драгоценном металле — митриле (mithril), который был найден только здесь. В 1980 году Третьей эпохи гномы, исчерпав более доступные митриловые жилы, ушли на самые глубинные горизонты и невольно пробудили балрога, ставшего известным как Погибель Дурина (англ. Durin's Bane), поскольку он убил короля Дурина VI в том же году и в следующем году — Наина I, его сына. Гномы оказались бессильными перед Погибелью Дурина и потому были вынуждены бежать из Кхазад-дума. После этого Кхазад-дум стал местом страха и зла, и именно тогда эльфы назвали его Мория («Чёрная бездна»).
Некоторое время спустя орки Мглистых гор сделали Морию своим обиталищем, но в 2790 году Третьей эпохи бывший Король-под-горой Трор, потомок Дурина Бессмертного, опрометчиво попытался повторно занять свой наследственный дом. Он был убит предводителем местных гоблинов Азогом, и это убийство развязало войну гномов и орков, которая завершилась кровавым сражением в Азанулбизаре за восточными вратами Мории девять лет спустя. Гномы победили, но они понесли большие потери и не стали занимать Морию, не желая встречаться с Погибелью Дурина.
Несколько поколений позже Балин, который сопровождал хоббита Бильбо Бэггинса во время его знаменитого путешествия в Эребор, описанного в повести «Хоббит, или Туда и обратно», собрал новую группу гномов, чтобы снова попытаться восстановить древний город. Первоначально удача сопутствовала ему, но через несколько лет группа Балина была уничтожена орками и Погибелью Дурина; об их судьбе узнали лишь многие годы спустя.

## Мория после Битвы Пяти воинств
После восшествия на престол Даина II в Эреборе, родился Дурин VII, прямой наследник Торина III Камнешлема (как говорилось в пророчестве). Он был последним потомком Дурина и возглавлял Народ Дурина во время повторной попытки вернуть Кхазад-Дум, через некоторое (неуточнённое) время, после начала Четвёртой Эпохи, где они и остались, «пока мир не состарился и гномы не исчезли, и дни народа Дурина не окончились».

## Мория во время Войны Кольца
К концу Третьей эпохи, во время событий, описываемых во «Властелине колец», Мория вновь стала местом страха и ужаса. Когда Фродо Бэггинс на пути из Ривенделла вместе с Братством Кольца были остановлены горным обвалом, его группа была вынуждена пройти через Морию. После многочисленных попыток подобрать пароль к Западным Вратам Мории двери удалось открыть словом «Друг», произнесённым на эльфийском.
В чертоге Мазарбул (Летописном) члены Братства обнаружили летопись Балина и узнали судьбу его неудачной экспедиции. В тот же день они были атакованы группой орков. Волшебник Гэндальф Серый встретил балрога на узком Морийском мосту около развалин Восточных ворот Мории, где они сразились один на один и во время поединка вместе сорвались с моста в морийский ров. Остальная часть Братства, повинуясь приказу Гэндальфа, отступила по мосту.
Хотя и Гэндальф, и балрог пережили падение, они продолжили свой поединок на дне рва, поднимаясь от исконных глубин ниже Мории к одной из вершин горы, в конечном счёте уничтожив вершину легендарной Бесконечной лестницы Кхазад-дума.
Со смертью балрога для Длиннобородых наконец открылась возможность восстановить свою древнюю родину, и говорят, что Дурин VII — потомок Дурина Бессмертного наконец привёл свой народ назад, в их долгожданную древнюю родину, спустя несколько столетий после её разрушения, восстанавливая то, что осталось от некогда могущественного Кхазад-дума.

## Архитектурный стиль Мории
В изображениях художников Алана Ли и Джона Хау архитектура Мории представлена в романском стиле, с цилиндрическими колоннами и полукруглыми арками и сводами. В фильме Питера Джексона, чтобы зритель с первого взгляда мог отличить архитектуру гномов от архитектуры нуменорцев — Минас-Тирит представлен в романском стиле, а Мория — с преобладанием строгих геометрических форм, прямых линий и углов в 90, 45 и 135 градусов.